# Ringwood (New Jersey)
Ringwood is een plaats (borough) in de Amerikaanse staat New Jersey, en valt bestuurlijk gezien onder Passaic County.

## Demografie
Bij de volkstelling in 2000 werd het aantal inwoners vastgesteld op 12.396.
In 2006 is het aantal inwoners door het United States Census Bureau geschat op 12.814, een stijging van 418 (3.4%).

## Geografie
Volgens het United States Census Bureau beslaat de plaats een oppervlakte van
72,6 km², waarvan 65,4 km² land en 7,2 km² water.

## Plaatsen in de nabije omgeving
De onderstaande figuur toont nabijgelegen plaatsen in een straal van 12 km rond Ringwood.

## Geboren
- Michael Imperioli (1966), acteur